# 喬許·蘭達爾
喬許·蘭達爾（Josh Randall，1972年1月27日—）是美國的一位演員。他主要處要電視劇，最著名的角色是在NBC情景喜劇Ed中飾演Dr. Mike Burton。在2005年，他曾經出演CSI犯罪現場。蘭達爾出生在加州太平洋叢林。